# Фуад Бацковић Дин
Фуад Бацковић (Сарајево, Југославија, 14. април 1982), познатији као Дин, босанскохерцеговачки је поп певач.

## Биографија
Дина одликује јединствен, екстравагантан сценски наступ, који одскаче од домаћег мејнстрима у забавној музици, као и песме које спајају диско и класични гламоур поп. Каријеру је почео средином 1990-их у бои-групи „7Ап“. Представљао је Босну и Херцеговину на Избору за Песму Евровизије 2004. у Истанбулу, освојивши девето место. Због необичних гласовних способности и јединственог стила Дин је 1998. имао и понуду Народног позоришта у Сарајеву, да учествује у опери Карла Орфа „Кармина Бурана“. Велики таленат нове босанскохерцеговачке националне звезде препознале су и његове колеге Даворин Поповић, Кемал Монтено и Хајрудин Варешановић, на које је Дин оставио професионалан утисак. Заједно са неким од регионалних певачких имена Дин је снимио и запажене дуете, као нпр. са хрватском певачицом Влатком Покос (Пољуби ме) и са њеном српском колегиницом Анабелом (Ја имам неког). На последњем албуму сарађивао је и са Александром Ковач, најпознатијом музичком продуценткињом млађе генерације у региону, а његову песму In the disco написала је Весна Писаровић, босанскохерцеговачко-хрватска певачица и представница Хрватске на Евросонгу 2002. године.
Фуад се крајем 2000-их повлачи за музичке сцене да би уписао факултет модног бизниса на Институту Марангони у Милану. У то време, почетком 2009. године избацио је песму Без трунке срама која је постигла велики успех на домаћој сцени. Након неког времена, избацио је песму са певачицом из такмичења Звезда можеш бити ти Вереном Церовином, песму Воли ме хитно и то крајем 2012. године, а већ 2013. избацује песму Ране мање боле. Након што је завршио модни факултет Дин припрема свој четврти студијски албум који ће угледати светлост дана у скоријој будућности.
Његови највећи хитови су песме Анђео са грешком, Апсолутно твој, Боље са нас, Без трунке срама, Десет милиона љубави, In the disco, Ја сам вјетар заљубљени, Лажи ме, Пољуби ме, Приђи ближе, Ране мање боле, Секси чика, Такси и Знам.
Босанскохерцеговачка радио-телевизија је 25. новембра 2015. објавила да ће Босну и Херцеговину на Еуросонгу 2016. опет представљати Дин заједно са босанском певачицом Далал Мидхат-Талакић, а на сцени ће им се придружити и виолончелиста Ана Руцнер и репер Јала. 19. фебруара 2016. песма је премијерно изведена у сарајевској већници под називом Љубав је.

## Дискографија

### Албуми
- Отвори очи (1998) (као главни волал групе Севен Ап)
- Seven (2000) (као главни волал групе Севен Ап)
- Ја сам вјетар заљубљени (2002)
- In the disco (2004)
- Анђео са грешком (2005)

### Синглови
- Пољуби ме (дует са Влатком Покос) (2002)
- Такси (2003)
- In the Disco (2004)
- Анђео са грешком (2005)
- Приђи ближе (2008)
- Без трунке срама (2009)
- Воли ме хитно (дует са Вереном Церовином) (2012)
- Ране мање боле (2013)
- Љубав је (дует са Далал) (2016)
- Имена ми мог (дует са Unanimo) (2017)